# Tubarão de Mesquita
Grêmio Recreativo Escola de Samba Tubarão de Mesquita (ou simplesmente Tubarão de Mesquita) é uma escola de samba da cidade de Mesquita, que participa dos desfiles na cidade do Rio de Janeiro.

## História
A escola foi fundada em 05 de março de 2021 e foi filiada a Superliga Carnavalesca do Brasil para desfilar no Carnaval de 2022. A escola acabou sendo a vice-campeã do Grupo de Avaliação, com um enredo em homenagem ao Mesquita Futebol Clube. Deste modo, garantiu o direito de disputar a Série Bronze no ano de 2023.
No ano seguinte, trouxe um enredo sobre a Baixada Fluminense, intitulado "Levanta Baixada! Samba Sua Arte!", escolhido pelo presidente da agremiação Paulo Sérgio. Quarta escola a desfilar na primeira noite de desfiles da Série Bronze, sagrou-se campeã desta noite, garantindo o direito de desfilar na Série Prata em 2024.

## Segmentos

### Presidentes
| Presidente           | Mandato       | Ref. |
| -------------------- | ------------- | ---- |
| Paulo Sérgio Machado | 2021–presente |      |

### Intérpretes
| Carnavais     | Intérprete oficial | Ref. |
| ------------- | ------------------ | ---- |
| 2022–2023     | Gilson Bacana      |      |
| 2024–presente | Ito Melodia        |      |

### Casal de Mestre-sala e Porta-bandeira
| Carnavais | Casal de mestre-sala e porta-bandeira | Casal de mestre-sala e porta-bandeira | Ref. |
| Carnavais | Mestre-sala                           | Porta-bandeira                        | Ref. |
| --------- | ------------------------------------- | ------------------------------------- | ---- |
| 2022–2023 | Renato Madureira                      | Maíra Valverde                        |      |
| 2024      | Thuan Matheus                         | Crislane                              |      |

### Corte de Bateria
| Carnavais | Corte de bateria | Corte de bateria | Corte de bateria | Ref.  |
| Carnavais | Rainha           | Rei              | Musa             | Ref.  |
| --------- | ---------------- | ---------------- | ---------------- | ----- |
| 2022      | Patrícia Barros  | —                | —                | [ 7 ] |
| 2023      | Alexia Oliveira  | Jefferson Kim    | Bruna Oliveira   | [ 8 ] |
| 2024      | Alexia Oliveira  | Luciano Andrade  | Bruna Oliveira   | [ 9 ] |

## Carnavais
| Ano  | Colocação   | Grupo                                        | Enredo | Carnavalesco | Ref.          |
| ---- | ----------- | -------------------------------------------- | --- | ------------ | ------------- |
| 2022 | Vice-Campeã | Grupo de Avaliação (quinta divisão)          | "Mesquita Futebol Clube – De Barão à Tubarão" (Samba-enredo composto por Sérgio Fonseca, Aílton Moura "Tonton" e Wilsinho Saravá)                     | Sidney Rocha | [ 10 ] [ 11 ] |
| 2023 | Campeã      | Série Bronze (quarta divisão)                | "Levanta Baixada! Samba Sua Arte!" (Samba-enredo composto por Sérgio Fonseca, Wilsinho Saravá, Aílton Moura "Tonton" e João da Paz)                   | Sidney Rocha | [ 12 ] [ 13 ] |
| 2024 | 3.º Lugar   | Série Prata (Sexta-feira) (terceira divisão) | "A água de nossos rios deságua num rio maior!" (Samba-enredo composto por Sérgio Fonseca e Aílton Moura "Tonton")                                     | Sidney Rocha | [ 14 ] [ 15 ] |
| 2025 | 15.º Lugar  | Série Prata (terceira divisão)               | "Repense, reflita, recicla, vem na onda da sustentabilidade com a Tubarão de Mesquita!" (Samba-enredo composto por Romulo Massacesi e Allan Vinícius) | Sidney Rocha | [ 16 ]        |